# Salle Calypso
Pour les articles homonymes, voir Calypso (homonymie).
La salle Calypso ou complexe sportif et culturel Calypso est une salle de sport et de spectacle, située à Calais, dans le Pas-de-Calais.

## Utilisation

### Sports
Lorsque la salle est en configuration "sport", il est possible d'accueillir près de 3 000 spectateurs.
La salle Calypso est la résidence principale du COB Calais, club de basketball féminin évoluant dans le Championnat de France de basket-ball de Nationale féminine 1.
Également, la Stella Étoile Sportive Calais, club de volley-ball féminin local, dispute ses matchs dans cette même salle.
En outre, la Salle Calypso a été le théâtre de plusieurs rencontres majeures, dont certains matchs de l'équipe de France de volley-ball en 2011 et 2012. Elle a également accueilli plusieurs matchs de basket-ball de l'ESSM Le Portel, club de Betclic Élite, jusqu'à l'inauguration du Chaudron en 2015.
En 2024, la Salle Calypso accueille le BCM Gravelines après l'incendie du Sportica survenu le 25 décembre 2023. Le club nordiste dispute deux matchs à Calais, le premier face à Nanterre 92 lors d'une journée de championnat et le second face aux Turcs de Manisa Büyükşehir Belediyespor en Coupe d'Europe.

### Concerts et spectacles
Il est possible d'accueillir près de 6 000 personnes lorsque la salle principale est en configuration "spectacle". Cependant, depuis son inauguration en 1998, le complexe peine à convaincre des artistes à venir se produire.

### Caractéristiques
Le complexe possède :
- Un Dojo.
- Une salle d'arts martiaux.
- Une structure Artificielle d'Escalade.
- Une piste d'athlétisme.
- Une salle d'escrime.
- Une salle de boxe.
- Une salle de musculation.
- Une salle de tennis de table.
- Une salle de basket.
- Un terrain de football synthétique.
- Deux terrains de football.